# Racessa vára
Racessa vára (horvátul: Utvrda Racessa), vár Horvátországban, az Okucsány melletti Bobare falu határában.

## Fekvése
A vár  romjai a falutól 300 méterre északnyugatra, a Rašaška-patak keleti oldalán találhatók.

## Története
A középkorban a Sloboština felső folyásába torkolló Rašaska-patak mentén feküdt a „Racessa” nevű birtok, mely a és Psunj-hegység déli lejtőire is kiterjedt. A birtokot II. András 1210-ben kelt oklevele említi először, melyben a templomosok lovagrendjét megerősíti többek között az egykor Pozsega várához tartozott Lesnissa és Racessa földjeinek birtokában és leírja e földek határait. Az adományt IV. László 1272-es oklevele is megerősítette. A racessai birtok központja egy vár volt, melyet valószínűleg a templomosok építettek, majd később a johannitáké lett. A várat a legújabb kutatások a Bobarétól 300 méterre délre, a Rašaska-patak keleti oldalán feltárt romokkal azonosították. Racessát (Razossya, Rassa) 1495-ben és 1507-ben már egy nagy uradalom székhelyeként említik vásártartási joggal. 1519-ben Beriszló Péter, később a Tahy és a Zrínyi család birtoka volt.

## A vár mai állapota
A romok feltárása 2012 és 2015 között történt. Ezt a területet sokáig magas növényzet borította. Ennek eltávolítása után egy 98-szor 54 méteres területen tűntek elő a középkori erődítmény maradványai. Központi részét egy 54-szer 38 méteres nyugat-keleti irányú ovális építmény alkotta, melyhez egy 40-szer 14 méteres ovális barbakán csatlakozott. Ezt egy valószínűleg egy 3 méter mély árok és sánc övezte, melybe a Rašaška-patak vizét vezették. 2015-ben az ovális központi terület északkeleti részén egy 38-szor 16 méteres területen négyszögletes épület maradványait tárták fel. Itt egy 13. századi templom maradványait, különösen szépen megmunkált köveket, támpillérek alapjait és az egykori keresztboltozat maradványait találták. Az ásatások számos tárgyi leletet is felszínre hoztak, melyek között sok kerámiatöredék, főként edények maradványai, fegyverek, szerszámok, használati tárgyak, öltözetek tartozékai kerültek elő, melyek korát a 13. és 15. század közötti időben határozták meg.